# Royal Bank of Canada

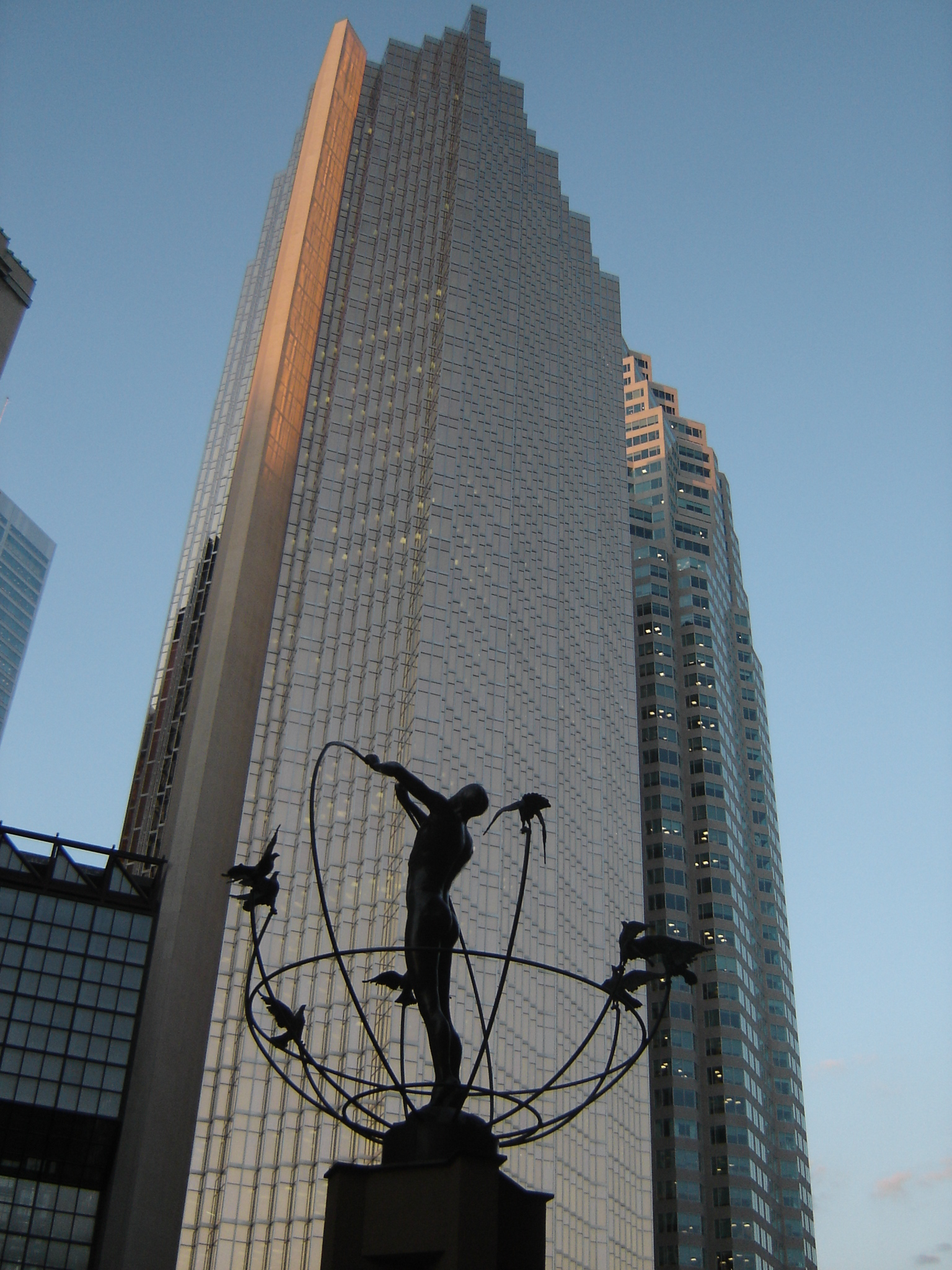
El Royal Bank Plaza de Toronto, la sede del Royal Bank of Canada.

El Royal Bank of Canada (en francés Banque Royale du Canada) o RBC (TSX: RY; NYSE: RY), es el primer banco de Canadá, por delante del banco Toronto-Dominion Bank. Es una de las principales empresas de servicios financieros diversificados de América del Norte. Sus más de 60.000 empleados sirven a una clientela de más de 12 millones de particulares, de empresas y de organismos del sector público repartidos por aproximadamente 30 países. Tiene su sede principal en Toronto.
En Canadá, su red de prestación de servicios comprende 1.433 sucursales, así como 4.000 cajeros automáticos. El RBC tiene más de dos millones de clientes en Estados Unidos.

## Historia
El Royal Bank of Canada fue fundado en 1864 bajo el nombre de Merchants Bank, en Halifax. Sus fundadores eran comerciantes de Halifax, que tenían el objetivo de agilizar la industria pesquera y maderera, e implementar el comercio con Europa. En sus años iniciales, estaba más ligado a Inglaterra que con el interior de Canadá. En 1869, el nombre se cambió a Merchants' Bank of Halifax, y se fue expandiendo gradualmente por Nuevo Brunswick y la Isla del Príncipe Eduardo. En 1882 se abrió la primera sucursal fuera de Canadá, en las Bermudas.
Finalmente, comienza la expansión por el continente con la apertura de la primera sucursal en Montreal en el año 1887. En poco tiempo se fundaron sucursales en Columbia Británica, Manitoba, Saskatchewan y Alberta. En 1901, se cambió el nombre al actual, Royal Bank of Canada. En 1907, su sede principal se trasladó a Montreal. Sin embargo, debido al nacionalismo quebequés de los años 1960 y 1970, el RBC decidió trasladar su sede social a Toronto, donde se encuentra en la actualidad.

### Fusiones
A lo largo de su historia, el Royal Bank of Canada ha efectuado fusiones con otros bancos canadienses:
- Union Bank of Halifax (1910)
- Traders Bank of Canada (1912)
- Quebec Bank (1917)
- Northern Crown Bank (1918)
- Union Bank of Canada (1925)
- Royal Trust (1993)
- Dexia (2006)